# 빈축
빈축, 늘어진 축 또는 반장문은 바둑에서, 뒷수가 한 수 비어도 공배로 인해 축 형태로 몰아가는 것이다. 장문과 축의 중간 형태로 볼 수 있다.